# Pinete dell'Isola di Ischia
Pinete dell'Isola di Ischia este o arie protejată (arie specială de conservare — SAC, sit de importanță comunitară — SCI) din Italia întinsă pe o suprafață de 66 ha, integral pe uscat.

## Localizare
Centrul sitului Pinete dell'Isola di Ischia este situat la coordonatele 40°43′48″N 13°56′26″E / 40.73°N 13.940556°E.

## Înființare
Situl Pinete dell'Isola di Ischia a fost declarat sit de importanță comunitară în mai 1995 pentru a proteja 19 specii de animale. Situl a fost protejat și ca arie specială de conservare în mai 2019.

## Biodiversitate
Situată în ecoregiunea mediteraneană, aria protejată conține 1 habitat natural: Păduri de pin mediteraneene cu pini mezogeni endemici.
La baza desemnării sitului se află mai multe specii protejate:
- păsări (16): caprimulg (Caprimulgus europaeus), erete de stuf (Circus aeruginosus), porumbel gulerat (Columba palumbus), prepeliță (Coturnix coturnix), muscar-gulerat (Ficedula albicollis), sfrâncioc roșiatic (Lanius collurio), ciocârlie de pădure (Lullula arborea), gaia neagră (Milvus migrans), vultur pescar (Pandion haliaetus), viespar (Pernis apivorus), sitar de pădure (Scolopax rusticola), turturică (Streptopelia turtur), silvie de tufiș (Sylvia undata), sturzul viilor (Turdus iliacus), sturz-cântător (Turdus philomelos), sturzul de vâsc (Turdus viscivorus)
- mamifere (2): liliacul mare cu potcoavă (Rhinolophus ferrumequinum), liliacul mic cu potcoavă (Rhinolophus hipposideros)
- nevertebrate (1): Osmoderma eremita

Pe lângă speciile protejate, pe teritoriul sitului au mai fost identificate 2 specii de reptile.